# Austrothoa
Austrothoa is een monotypisch geslacht van mosdiertjes uit de  familie van de Hippothoidae. De wetenschappelijke naam ervan is in 1987 voor het eerst geldig gepubliceerd door Moyano.

## Soort
- Austrothoa yagana (Moyano & Gordon, 1980)